# Königlich Bayerische Pagerie
Die Kurfürstlich, ab 1806 Königlich Bayerische Pagerie, war eine bayerische Bildungsanstalt für junge Adelige, die auch Offiziersnachwuchs ausbildete. Sie bestand von 1514 bis 1918 und hatte ihren Sitz in München.

## Geschichte

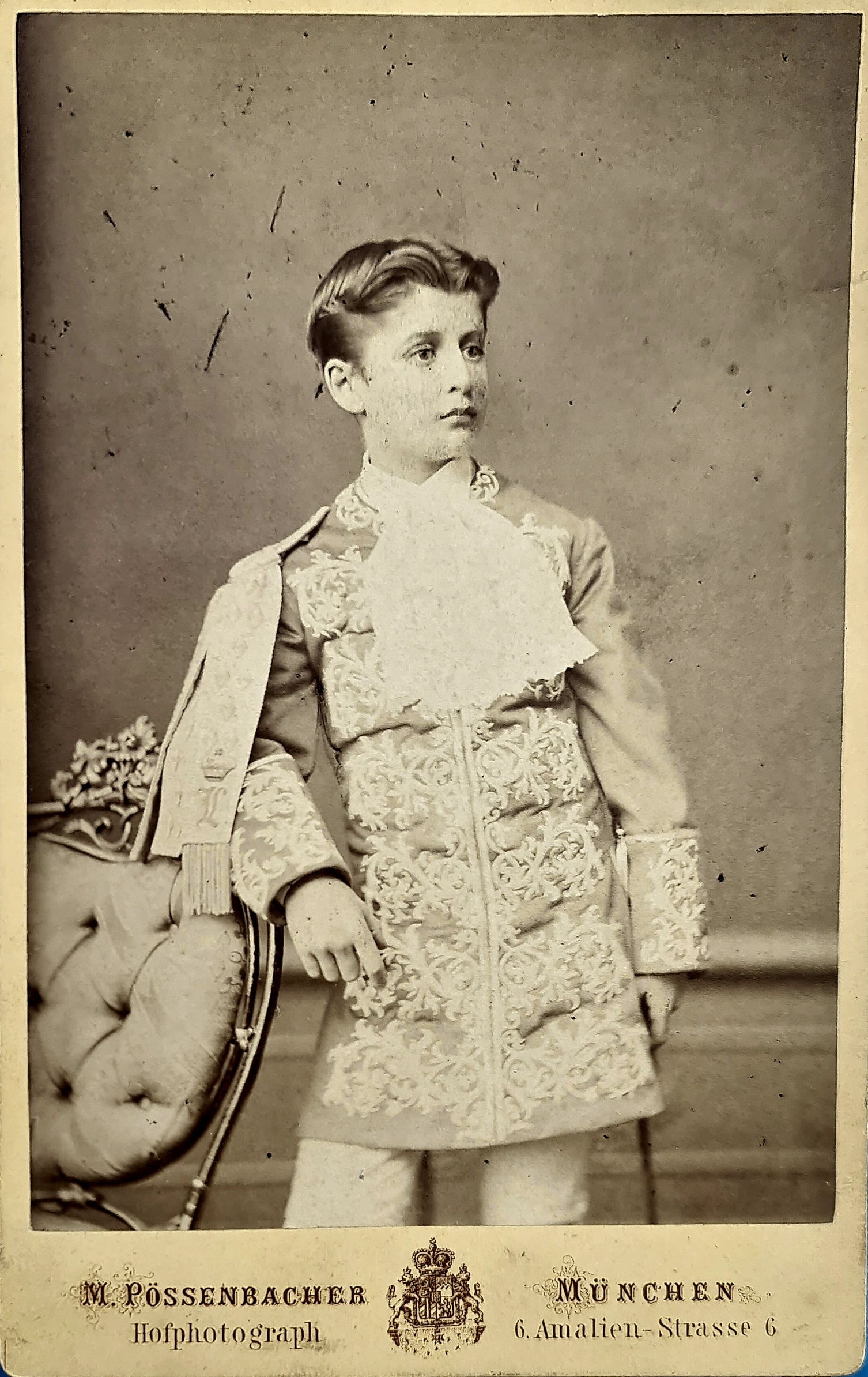
Gala-Uniform der Königlich Bayerischen Pagerie, 1872

Die 1514 gegründete Pagerie gehörte zum Hofstaat und unterstand dem Obrist-Stallmeister. Aufgenommen wurden nur Zöglinge aus dem Geburtsadel. Eine spezifische Berufsausbildung oder ein systematischer Schulunterricht fanden nicht statt, vielmehr wurden die Pagen entsprechend ihren geistigen und finanziellen Möglichkeiten individuell auf den angestrebten Beruf vorbereitet, denn die Stunden in Musik, Geschichte, Festungsbaukunde u. ä. mussten selbst bezahlt werden. Der Ausbildungsstand war daher auch unter denen, die den gleichen Beruf anstrebten, sehr unterschiedlich. Der Besuch des Münchner Jesuitengymnasiums war jedoch möglich. Diejenigen, die die Militärlaufbahn anstrebten, erhielten mit Abschluss ihrer Ausbildung das Offizierspatent. Die fehlende Struktur der Ausbildung und ihre Abhängigkeit von der finanziellen Leistungsfähigkeit der Pagen bzw. ihrer Familien führte jedoch dazu, dass der Ausbildungsstand der Absolventen beim Übertritt ins Heer sehr unterschiedlich war. 1777 wurden bei der Vereinigung Bayerns mit der Kurpfalz auch die Pagerien beider Fürstentümer verschmolzen. Pläne einer Zusammenlegung mit der Militärakademie wurden im 18. Jahrhundert wiederholt diskutiert, aus Standesgründen jedoch verworfen. Unter Kurfürst Maximilian IV. Joseph wurde 1805 die bisherige Militärakademie als Kadettenkorps neu organisiert und festgelegt, dass Edelknaben vor Eintritt in die Pagerie zwei Jahre dort ausgebildet werden mussten. Damit war sichergestellt, dass die Pagerie dem Heer verwendbaren Offiziersnachwuchs lieferte. Seit Errichtung des Maximilianeums stand der Pagerie ein Teil des Gebäudes zu.
Mit Untergang der Wittelsbacher-Monarchie verschwand auch die Pagerie. Da sie stets Teil des Hofstaates geblieben war, wurde für sie auch kein Traditionstruppenteil in der Reichswehr festgelegt.